# Gran Adria

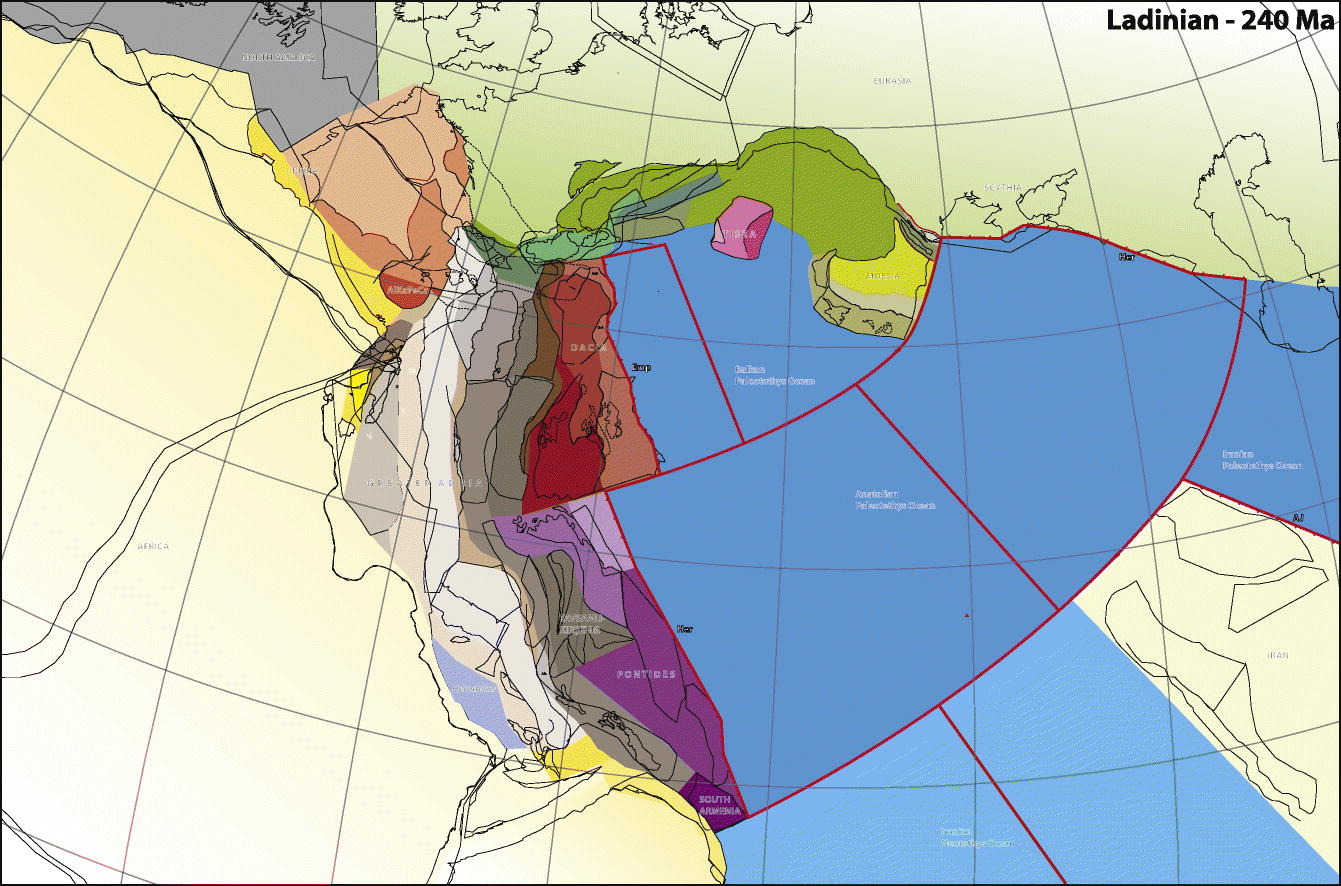
Resumen gráfico de Adrina. Gráfico que muestra porciones de lo que se convertiría en la costa del norte de África que se dividiría para convertirse en el micropaleocontinente.

Gran Adria  es el nombre que se le da a un antiguo continente separado de Gondwana hace unos 240 millones de años. Se extendía desde la actual península ibérica hasta el actual Irán, y se calcula que debió ser del tamaño de la actual Groenlandia hace unos 140 millones de años.
Este antiguo continente se dirigió paulatinamente hasta el continente eurasiático, chocó hace unos 110 millones de años y finalmente desapareció al quedar su corteza debajo de Eurasia, localizándose algunas zonas a unos 1500 km de profundidad.
Actualmente sólo perviven en superficie algunos restos de esta gran colisión en forma de rocas calizas aisladas en algunas zonas del sur de Eurasia.